# سقنقور خاردم کانینگهام
سقنقور خاردم کانینگهام (نام علمی: Egernia cunninghami) نام یک گونه از زیرخانواده پیچ‌وتابیان است.